# نیدرر فلمینگ
نیدرر فلمینگ (به آلمانی: Niederer Fläming) یک شهر در آلمان است که در تلتو-فلمینگ واقع شده‌است. نیدرر فلمینگ ۳٬۵۰۷ نفر جمعیت دارد.